# Amestrato
Amestrato è stata un'antica città della Sicilia, forse di origine greco-sicula, menzionata da Cicerone (Verrine, III, 39, 43), che ne descrive gli abitanti come miseri e tenui, in quanto saccheggiata da Verre, da Plinio (Naturalis historia, III, 91) e da Silio Italico. Non si conosce nulla della storia di Amestrato.

## Localizzazione
Sulla presunta ubicazione di Amestrato risulta certa l'ipotesi che la pone presso l'attuale comune di Mistretta. Esistono anche altre ipotesi, secondo cui Amestrato fosse localizzabile con un'altra città antica, Mitistrato, sempre nella Sicilia centrale.; oppure, seguendo un passo del geografo Ravennate, presso l'attuale comune di Leonforte.
L'esistenza di Amestrato è comunque supportata dal ritrovamento di alcune monete recanti le scritte ΑΜΗΣΤΡΑΤΙΝΩΝ (Amēstrátinōn). Nel 1970 il rinvenimento dell'epigrafe di Caninio Nigro ad Halaesa Arconidea ha mostrato come le città dei Nebrodi occidentali, Halaesa, Herbita, Amestratos e Kalè Aktè, si fossero alleate contro gli assalti dei pirati dal mare. Tale ritrovamento ha confermato l'ubicazione della città con Mistretta.

### Monetazione
Coniò monete di bronzo alla fine del III secolo, al termine della II guerra punica, prima di divenire civitas decumana.
Si conoscono due emissioni:
1-Hemìlitron recante sul dritto Artemide cacciatrice di profilo verso destra con orecchini, arco e faretra, bordo perlinato, e sul retro Apollo citaredo stante nudo di fronte con clamide sulle spalle e cetra. A sinistra dal basso verso l'alto la legenda ΑΜΗΣΤΡΑ, a destra col medesimo orientamento ΤΙΝΩΝ. Peso medio di 9,02 grammi.
2- Tetras recante sul dritto testa giovanile di Dioniso con corona d'edera e lunghi capelli, bordo perlinato, e sul retro cavaliere galeato e e armato di scudo circolare galoppante verso sinistra con la lancia in mano. In alto la legenda ΛΕΥ mentre in esergo su due righe ΑΜΗΣΤΡΑ ΤΙΝΩΝ. Peso medio di 4,23 grammi.
Sull'identificazione del cavaliere molto si è discusso. C'è chi lo identifica con Leukaspis, chi invece, come Giacomo Manganaro, con Leucippo, sostenendo un legame tra Amestratos e la città greca di Magnesia sul culto di Artemide Leucofriene (moneta 1) e onorando nella seconda emissione il mitico fondatore di Magnesia, Leucippo.